# Семиволос, Иван Терентьевич

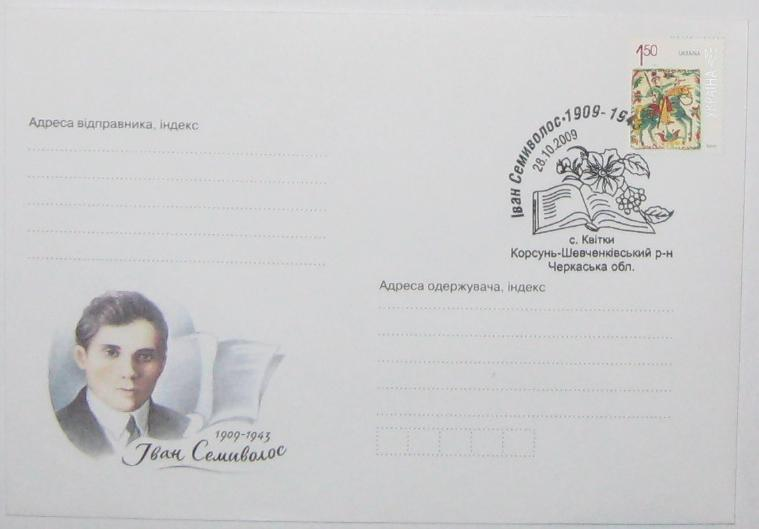
Маркированный художественный конверт почты Украины, посвященный 100-летию со дня рождения украинского поэта Ивана Семиволоса (1909—1943)

Иван Терентьевич Семиволос (укр. Іван Терентійович Семиволос; 28 октября 1909, с. Квитки — 17 декабря 1943, Каргопольлаг Каргопольский район Архангельской области) — украинский советский поэт.

## Биография
Родился в с. Квитки (ныне в Корсунь-Шевченковском районе Черкасской области Украины в трудовой семье.
Трудовую деятельность начал на помощником слесаря, затем работал на Киевской кинофабрике (будущей Национальной киностудии имени А. Довженко), потом — ассистентом сценарной мастерской. В 1925 году вступил в комсомол.
В 1931—1932 г. Иван Семиволос работал в литературно-художественном журнале «Темпы», который выходил на строительстве Днепрогэса, а в 1933—1934 г. был литературным консультантом кабинета молодого автора при издательстве «Украинский рабочий» в г. Харькове. Входил в актив литературной организации «Молодняк».
В июле 1937 г. И. Семиволос был арестован и осужден по обвинению в контрреволюционной деятельности на восемь лет лагерей.
17 декабря 1943 г. в одном из лагерных медпунктов Каргопольлага был составлен акт про то, что Семиволос И. Т. умер от сердечной недостаточности, при открытой форме туберкулеза и пеллагры.
В 1958 г. — реабилитирован.

## Творчество
Печататься начал в 1929 г. в журналах и газетах «Молодой большевик», «Молодняк», «Литературной газете», «Комсомолец Украины», «Глобус».
В 1934 г. был опубликован первый сборник стихов Ивана Семиволоса «Мой призыв», который был одобрительно оценен читателями и критикой. Стихи молодого поэта привлекали к себе внимание теме вдохновенного труда, бодрым духом и оптимистичным мироощущением.

## Память
В 2009 г. почта Украины выпустила в оборот художественный конверт, посвященный 100-летию со дня рождения украинского поэта Ивана Семиволоса.